# Георгиос Стримонарас
Георгиос Стримонарас с псевдоним капитан Царас или Цярас (на гръцки: Γεώργιος Στημωναράς, Τσάρας, Τσιάρας) е гръцки военен и революционер, капитан на чета на гръцката въоръжена пропаганда в Македония в началото на XX век.

## Биография
Стримонарас е лейтенант от гръцката армия. Пристига в Македония с чета от 25 души, формирана от него в Тесалия. В четата има 19 тесалийци и 6 македонци от Гревенско - 5 от Периволи и 1 от Стихази. Заместник-капитан му е Зисис Вракас от Периволи. В Македония към него се присъединяват още 15 македонци, включително и четата на капитан Адамандиос Манос от 15 души. От юни до декември 1907 година действа с четата си в Гревенско, където се опитва да разстрои дейността на румънската пропаганда. Възлага на Григориос Анагносту организирането на революционен комитет в Гревена и събирането на пари за издръжката на гръцките чети. Убива и няколко известни турски бандити, създава революционни комитети по селата и работи за укрепване на елинизма. През декември 1907 година напуска Македония и основен гръцки капитан в Гревенско остава Манос.